# Brocheta

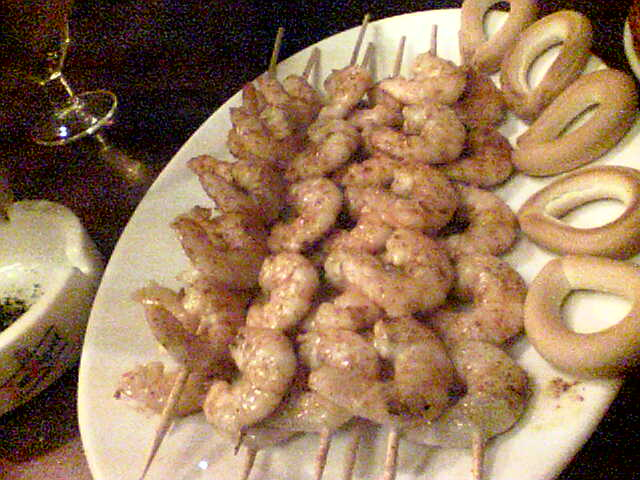
Brocheta de gambas.

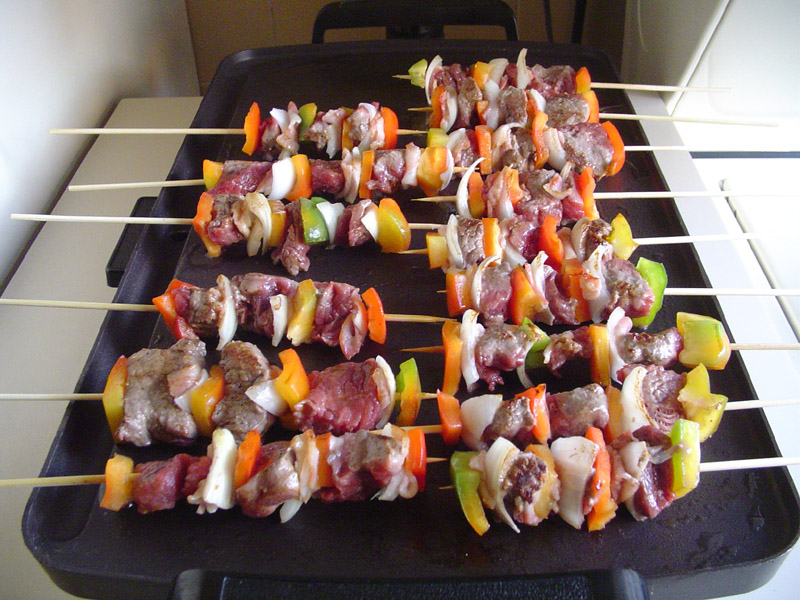

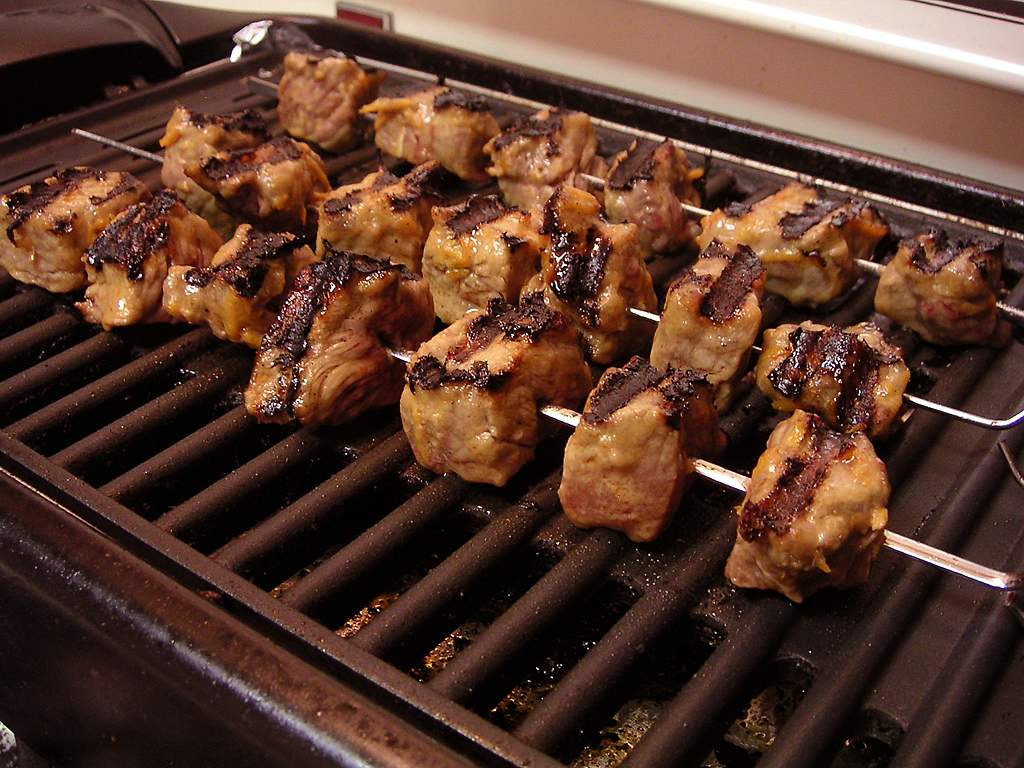

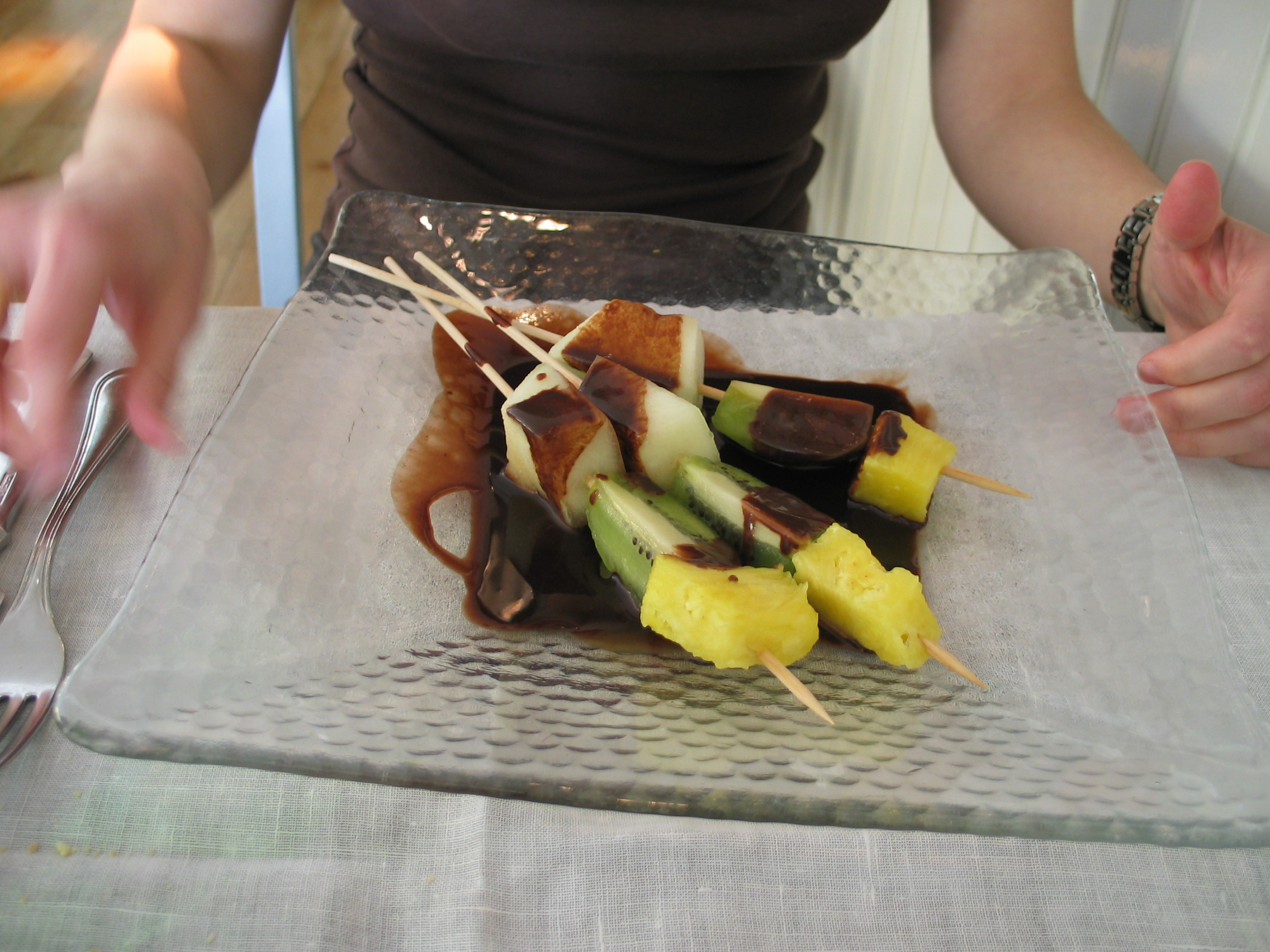
Brocheta de frutas con chocolate.

En gastronomía, brocheta (del francés brochette, que significa «pincho», «ensartado») se refiere a las comidas servidas ensartadas en un pincho (brochette). En otros países se conoce a este platillo como chuzo o pincho.
En Francia es empleada como una hiperonimia. El término se refiere por igual al shish kebab, al satay o al souvlaki, indicando la generalidad de los alimentos cocinados que pueden ir ensartados o espetados en un pincho, que van desde las carnes de mamíferos, verduras, a los pescados y mariscos, etc. La comida servida en una brocheta generalmente es a la parrilla.
El pincho por sí mismo, la brocheta, puede ser empleado para embeber pedazos de comida en una fondue, una bagna cauda o preparaciones semejantes. En este caso toma una forma ligeramente diferente y suele adquirirse como una brochette de fondue o está ya incluida en el conjunto junto con la olla de la fondue.

## Preparación
Por lo general, las brochetas intercalan trozos gruesos de los distintos ingredientes empleados. Si bien estos cambian dependiendo de la preparación, las versiones grilladas o asadas suelen incluir uno o dos tipos de carne y verduras como la cebolla, el morrón, el zapallito y la berenjena.
Es recomendable pincelar con aceite la parrilla o plancha que se use para cocinar las brochetas, para evitar que se peguen y que se terminen rompiendo.
Las brochetas crudas suelen incluir fiambres (jamón, queso, salamín, etc.) y verduras que suelen consumirse frías, como las aceitunas y el tomate. También pueden hacerse brochetas mezclando frutas y fiambres (como el melón y el jamón crudo) o brochetas dulces, solo con frutas las cuales se suelen bañar en chocolate fundido antes de consumirse.